# China Airlines
China Airlines, Limited (кит. упр. 中華航空公司, пиньинь Zhōnghuá Hángkōng gōngsī, палл. Чжунхуа ханкун гунсы) — национальный авиаперевозчик Тайваня.
Базируется в Международном аэропорту Тайвань Таоюань, её штаб-квартира расположена в Таоюане. Пункты назначения находятся в Азии, Европе, Северной Америке и Океании. Основной конкурент — авиакомпания EVA Air.

## История
Компания China Airlines была основана 16 декабря 1959 года. Уставный капитал на момент создания составлял 400 000 НТД. Количество сотрудников при создании насчитывалось 26 человек, а парк воздушных судов состоял из одного самолета C54 и двух Каталин.
Компания обслуживает регулярные и чартерные полёты на материковый Китай с июля 2008 года. Большинство полётов на этом сегменте рынка производятся в Шанхай, Гуанчжоу и Пекин.
China Airlines работает на гонконгском направлении с 1967 года; это самый выгодный сегмент рынка, он даёт 13,3 % от его 121,9 млрд новых тайваньских долларов (3,7 млрд долларов США) годового дохода в 2006 году с более чем 140 полётами в неделю между Тайбэем, Гаосюном и Гонконгом.
China Airlines стала полноправным членом альянса SkyTeam 28 сентября 2011 года. Переговоры между авиакомпанией и альянсом начались в 2007 году.
В связи с роспуском авиакомпании TransAsia Airways, с 1 декабря 2016 года все международные и внутренние маршруты TransAsia Airways будут переданы компании China Airlines.
Ранее у China Airlines не было прямых авиарейсов до Амстердама и все перелеты происходили через аэропорт в Бангкоке. Однако руководство компании заявило, что в декабре 2016 года откроет такие рейсы. Также с декабря 2016 года China Airlines откроет прямые рейсы из Тайбэя в Вену, Рим и Франкфурт-на-Майне.
В 2017 году компания China Airlines заняла 60 место в рейтинге самых безопасных авиакомпаний в мире.

## Флот
На октябрь 2018 года China Airlines эксплуатировала следующие самолёты:
| Изображение | Модель самолёта    | Число судов | Заказано |
| ----------- | ------------------ | ----------- | -------- |
|             | Airbus A330-300    | 24          | 0        |
|             | Airbus A350-900XWB | 14          | 0        |
|             | Boeing 737-800     | 18          | 0        |
|             | Boieng 777-300ER   | 10          | 0        |

Средний возраст самолётов составляет 8,7 лет.

## Код-шеринговыесоглашения

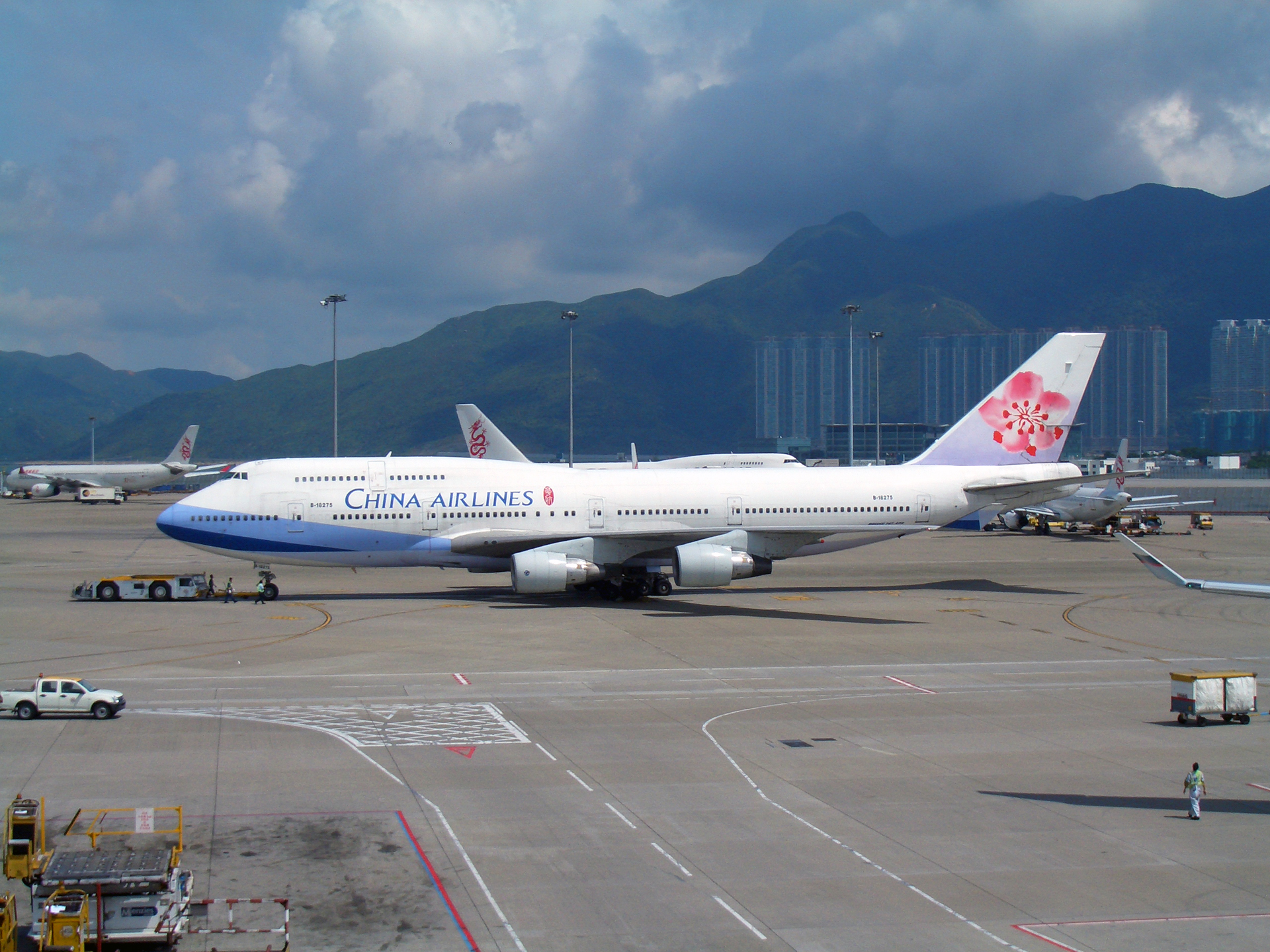
Boeing-747-400 авиакомпании в аэропорту Гонконга

На май 2008 года China Airlines имела код-шеринговые соглашения со следующими перевозчиками:
- Alitalia (SkyTeam)
- Czech Airlines (SkyTeam)
- Delta Air Lines (SkyTeam)
- Garuda Indonesia
- Korean Air (SkyTeam)
- Thai Airways International (Star Alliance)
- Vietnam Airlines (член SkyTeam с 2010 года)
- Westjet (внутри Канады, направления: Ванкувер и Торонто)
- KLM Royal Dutch Airlines (с января 2017 года[8])

Кроме того, China Airlines имеет соглашение с Deutsche Bahn.

## Авиапроисшествия
- Инцидент с Boeing 747 над Тихим океаном. 19 февраля 1985 года у рейса 6 отказал четвёртый двигатель. В результате самолёт стал крениться, а затем падать. На высоте 3000 метров экипажу удалось выровнять самолёт. Затем лайнер приземлился в аэропорту Сан-Франциско. Все 274 пассажира и членов экипажа выжили, из них 24 человека были травмированы (2 — серьёзно).
- Катастрофа Boeing 737 под Хуалянем. 26 октября 1989 года рейс 204 разбился вскоре после взлёта, врезавшись в гору. Погибли 54 человека (47 пассажиров и 7 членов экипажа)[11].
- Катастрофа A300 в Нагое. 26 апреля 1994 года рейс 140 при заходе на посадку в аэропорт Комаки упал в процессе выполнения ухода на второй круг. Из 271 человека на борту выжило только 7. Причиной катастрофы стала ошибка экипажа.
- Катастрофа A300 в Таоюане. 16 февраля 1998 года рейс 676 при уходе на второй круг в аэропорту Тайвань-Таоюань потерял управление и врезался в жилые дома. Все 196 человек на борту и 7 человек на земле погибли. Таким образом в катастрофе погибло 203 человека. Причинами катастрофы стали ошибка экипажа и неблагоприятные погодные условия. Крупнейшая авиакатастрофа на Тайване.
- Катастрофа Boeing 747 над Тайваньским проливом. 25 мая 2002 года самолёт рейса 611 через 20 минут после взлёта развалился в воздухе. Все 206 пассажиров и 19 членов экипажа погибли. Причиной катастрофы послужила техническая неисправность самолёта.
- Авария Boeing 737 на Окинаве. 20 августа 2007 года самолёт рейса 120, прибывающий из Тайбэя, загорелся вскоре после приземления в аэропорту Наха, Япония. После остановки на ВПП двигатель начал дымить и гореть, а затем взорвался, в результате чего самолёт загорелся. В заявлении авиакомпании было подтверждено, что все пассажиры и члены экипажа были благополучно эвакуированы, а наземный инженер, сбитый с ног взрывом, не пострадал. Причиной взрыва была вызвана утечка топлива, вызванная болтом из правой планки крыла, пробившим топливный бак.